# Haruspex defectus
Haruspex defectus là một loài bọ cánh cứng trong họ Cerambycidae.